# Christopher Birchall
Christopher ("Chris") Birchall (Stafford, 5 mei 1984) is een Engels profvoetballer. Hij speelt als international voor Trinidad en Tobago, waar zijn moeder werd geboren. Sinds 2009 staat Birchall onder contract bij Los Angeles Galaxy, waar hij als middenvelder speelt.
Tot 2005 was Birchall nog een redelijk onbekende speler van Port Vale FC, waar hij sinds negenjarige leeftijd speelde. Na een gesprek om zijn afkomst met Dennis Lawrence, verdediger van Wrexham FC en het nationaal elftal van Trinidad en Tobago, na de competitiewedstrijd tussen Port Vale FC en Wrexham FC werd de Trinidad and Tobago Football Federation ingelicht en begon de zaak te rollen. In 2005 werd Birchall de eerste blanke in zestig jaar tijd die voor het nationaal elftal van Trinidad en Tobago speelde. Hij debuteerde op de CONCACAF Gold Cup in Miami tegen Honduras en Birchall maakte bij zijn debuut direct zijn eerste doelpunt. Het was tevens het enige doelpunt van Trinidad en Tobago in die wedstrijd (1-1).
Eind 2005 had Birchall een belangrijk aandeel in de plaatsing van Trinidad en Tobago voor het WK 2006. In de thuiswedstrijd van de play-off tegen Bahrein maakte de middenvelder met een schot vanaf dertig meter de gelijkmaker (1-1), waarna The Soca Warriors de return met 1-0 wonnen (doelpunt Dennis Lawrence) en zich zo plaatsten voor de wereldbeker. Op het WK speelde Birchall alle drie de groepswedstrijden voor Trinidad en Tobago, waaronder die tegen zijn vaderland Engeland.
Na het WK werd Birchall gecontracteerd door Coventry City FC dat hem twee keer uitleende. In 2007-2008 werd hij tot aan de winterstop uitgeleend aan het Schotse St. Mirren FC en eind 2008 werd hij uitgeleend aan Carlisle United. In januari 2009 vertrok hij definitief naar Brighton & Hove Albion. Bij deze club speelde hij maar een half jaar alvorens te vertrekken naar het Amerikaanse LA Galaxy.